# Länsväg 227
Länsväg 227 går mellan Jordbro och Dalarö i Haninge kommun. Längd 19 km. Vägen utgörs av en 9-meter bred landsväg mellan trafikplats Jordbro Nynäsvägen och Dalarö samt en fyrfältsväg med separata körbanor mellan trafikplats Jordbro och Jorbrorondellen, denna del kallas även för Jordbrolänken. Vägen fortsätter sedan västerut från Jordbro men har då bytt nummer och heter länsväg 259, även kallad Södertörnsleden.

## Korsningar och anslutningar
Den ansluter till:
- Riksväg 73
- Länsväg 259

## Historia
På 1940-talet infördes vägnummer i Sverige och då fick sträckan Handen - Dalarö heta länsväg 150. 1962 ändrades många vägnummer och då fick denna väg heta länsväg 227. Omkring 1990 anslöts 227 vid Jordbro istället för Handen.